# Maxwell Shane
Maxwell Shane (Paterson, 26 agosto 1905 – Los Angeles, 25 ottobre 1983) è stato uno sceneggiatore, regista, produttore televisivo e cinematografico statunitense.
Ha lavorato sia nel mondo del cinema che della televisione.

## Filmografia parziale

### Regista e sceneggiatore
- Angoscia nella notte (Fear in the Night) (1947)
- Malerba (City Across the River) (1949)
- Il muro di vetro (The Glass Wall) (1953)
- Brooklyn chiama polizia (The Naked Street) (1955)
- Giorni di dubbio (Nightmare) (1956)
- Il virginiano (The Virginian) - serie TV, 1 episodio (1962)

### Sceneggiatore
- Parata notturna (You're a Sweetheart), regia di David Butler - soggetto (1937)
- The Mummy's Hand, regia di Christy Cabanne (1940)